# Allophorocera ruficornis
Allophorocera ruficornis là một loài ruồi trong họ Tachinidae.